# Alfie (bài hát của Lily Allen)
"Alfie" là bài hát của nữ nghệ sĩ người Anh Lily Allen từ album phòng thu đầu tay Alright, Still của cô. Bài hát do Allen và Greg Kurstin sáng tác, đã được phát hành làm đĩa đơn thứ tư và cuối cùng từ album ngày 5 tháng 3 năm 2007, bởi hãng Regal Recordings. Ở Vương quốc Anh, bài được phát hành dưới dạng đĩa đơn hai mặt A cùng "Shame for You". Giai điệu của "Alfie" lấy từ nhạc ca khúc "Puppet on a String" của Sandie Shaw, còn lời ca thì phê phán sự lười biếng trong cuộc sống của cậu em trai Alfie Owen-Allen của cô.
Những nhà phê bình cho ca khúc nhiều đánh giá khác nhau: một số thì khen ngợi, số khác cho rằng đây là sự thất bại vì nó là đĩa đơn cuối cùng từ album. Đĩa đơn lọt vào được top 20 của các bảng xếp hạng New Zealand và trên UK Singles Chart. Video âm nhạc lấy hình ảnh con rối để tượng trưng cho em trai của Allen trong khi nội dung video đi theo ý nghĩa lời ca của bài hát. Allen đã biểu diễn trực tiếp bài hát này trong suốt chuyến lưu diễn hòa nhạc năm 2007 của cô.

## Thông tin
Về âm nhạc, bài hát được viết ở nhịp C và tempo 120, khóa C trưởng và có tiếng piano và ghita nền, "Alfie" cũng sử dụng nhạc mẫu từng thắng giải Eurovision Song Contest 1967 "Puppet on a String" của Sandie Shaw. Trong một cuộc phỏng vấn với Pitchfork Media, Allen phát biểu lời ca bài hát nói về em trai cô, Alfie Owen-Allen. Cô giải thích thêm:
Khi tôi viết "Alfie", không ai hiểu nổi tôi là ai nữa. Lúc đầu em trai tôi cũng khó chịu vì nghĩ rằng tôi đang chỉ ra tất cả những điều xấu xa của nó và công kích nó. Nhưng rồi nó sẽ thực sự, thực sự hạnh phúc bởi điều đó đã chứng minh rằng tôi yêu nó như thế nào, rằng tôi lo cho nó và muốn nó làm gì đó với cuộc đời mình.
Nội dung bài hát nói về việc Allen phàn nàn em trai mình cứ ngồi lì trong phòng hút thuốc, xem vô tuyến và chơi trò chơi máy tính quá nhiều. Cô thuyết phục em trai hãy ra khỏi căn phòng, đi làm việc và đừng tiếp tục phí phạm cuộc đời mình. Owen Allen chỉ xem bài hát như một sự đùa vui, nhưng cũng vặn ngược lại rằng Lily cũng rất lười khi có mang: "Chị ấy chỉ ở một chỗ trên giường còn mọi người thì phải chạy quanh đằng sau. Nếu là bạn, bạn cũng sẽ phải chăm sóc Lily ngay cả khi chị ta không mang thai."
Bìa đĩa đơn phát hành ở Anh khác với bìa EP phát hành ở Nhật, nó có cả chữ "Shame for You" trên đó. "Alfie" đã được biểu diễn trực tiếp như một phần trong chuyến lưu diễn Still, Alright? năm 2007 của Allen.

## Video âm nhạc

Alfie đang cố lấy lại tẩu thuốc từ Allen trong video âm nhạc "Alfie".

Video âm nhạc do Sarah Chatfield đạo diễn, người muốn thực hiện một video giống kiểu Tom và Jerry (những nhân vật người bị cắt ngang ở phần eo), vì thế lúc đầu Allen không tham gia vào video này. Tuy nhiên, cô cũng đã xuất hiện trong video. Allen phát biểu trên blog chính thức:
Tôi đã quay video cho đĩa đơn tới đây, "Alfie", và có rất nhiều điều thú vị. Alfie được đóng bởi một con rối và mọi thứ trông như trong một tập phim lẫn lộn giữa Tom và Jerry và Roger Rabbit, các bạn sẽ hiểu khi xem nó. Cả ngày qua là một trải nghiệm thú vị.
 Video bắt đầu với một tiêu đề phỏng theo Looney Tunes và quay Allen đang trong phòng bếp pha một tách trà. Trong khi đó thì Alfie, được đóng bởi một con rối, đang hút thuốc trong phòng ngủ và xem vô tuyến. Allen đi vào phòng lấy cái ống thuốc của anh, và anh đã cố gắng lấy lại nó nhưng không được. Sau đó, Allen ủi bộ vest của Alfie và đánh dấu vào một quảng cáo việc làm tên là "The Puppet Show" trên báo. Lúc đó, Alfie đang nằm trên giường, đọc một tạp chí có những hình búp bê không mặc quần áo tên là "Roxy & Babs get it on!" và chuẩn bị thủ dâm. Allen đi vào phòng với tờ báo vào bộ vét đúng lúc đó, và Alfie dừng việc làm của mình.
Ở lời 2, một ngày mới bắt đầu với hình ảnh cây cầu và những con chim rối đang hót. Alfie lẻn ra khỏi phòng và lấy bia ra khỏi tủ lạnh, nhưng cuối cùng bị Allen phát hiện. Sau đó Allen lấy chiếc mũ ("stupid fitted cap") của Alfie trong khi anh đang vẽ nguệch ngoạc vào hình cô trên bìa đĩa "Littlest Things". Cảnh cuối phim là vào ban đêm, Allen nằm trên sàn bếp và xem em trai mình nhảy. Sau lời ca cuối "Please don't despair, my mon frere" được hát, Alfie đấm nhẹ vào mặt cô và video kết thúc.
Cũng có một phiên bản khác của video, trong đó từ "weed" và "THC" bị xoá, còn ống thuốc thì thay bằng cần điều khiển trò chơi điện tử, Alfie không hút thuốc và lúc Allen vào phòng khi anh đang thủ dâm, có một biển "kiểm duyệt". Video đã thắng giải "Video pop hay nhất" và "Đạo diễn mới xuất sắc nhất" tại CADs Music Vision Awards tháng 6 năm 2007, nhận được một đề cử cho "Video xuất sắc nhất" của Q Awards 2007 (để thua "Ruby" của Kaiser Chiefs).

## Danh sách bài hát và định dạng
| - CD Đĩa đơn 1. "Shame for You" 2. "Alfie" (explicit) - 7" Vinyl 1. "Shame for You" 2. "Alfie" (explicit) - Download số 1. "Shame for You" 2. "Shame for You" (trực tiếp tại Bush Hall) 3. "Alfie" (bản thô) 4. "Alfie" (CSS remix) 5. "Alfie" (trực tiếp tại Bush Hall) | - Japanese EP 1. "Alfie" 2. "Smile" 3. "Everybody's Changing" 4. "Nan You're A Window Shopper" 5. "Alfie" (CSS remix) 6. "Smile" (Version Revisited) (Mark Ronson remix) 7. "Alfie" (bản bị cấm) (CD extra music video) 8. "LDN" (TYO version) (CD extra music video) 9. "Littlest Things" (CD extra music video) |

## Danh sách thực hiện
- Hát chính — Lily Allen
- Sáng tác — Lily Allen và Greg Kurstin
- Sản xuất — Greg Kurstin
- Master — Tim Burrell, Tim Debney
- Hòa âm — Greg Kurstin

## Xếp hạng
| Bảng xếp hạng (2007)      | Vị trí cao nhất |
| ------------------------- | --------------- |
| Eurochart Hot 100 Singles | 55              |
| Irish Singles Chart       | 31              |
| Japan Albums Chart[A]     | 226             |
| New Zealand Singles Chart | 15              |
| UK Singles Chart[B]       | 15              |

Chú thích:

- A^ Với vai trò EP "Alfie".
- B^ Với vai trò là đĩa đơn hai mặt A "Alfie"/"Shame for You".